# Laurent Duhamel
Laurent Duhamel (* 10. Oktober 1968 in Rouen) ist ein ehemaliger französischer Fußballschiedsrichter.
Duhamel pfiff seit 1993 für den französischen Verband. Er war regelmäßig in der Ligue 1 im Einsatz; in der Saison 2007/08 hatte er bis zum 10. Februar 2008 bereits 12 Spiele geleitet. In seiner Bilanz stehen die französischen Pokalfinale von 2001 und 2006. 
International war Duhamel ab 2002 im Einsatz. Er war in elf Länderspielen auf dem Platz; unter anderem beim 2:1-Sieg der Schweiz im Freundschaftsspiel gegen die Niederlande am 22. August 2007. Außerdem hat er zehn UEFA-Pokalspiele und sechs Begegnungen der Champions League geleitet. 
In der Champions League war er bislang dreimal an Spielen deutscher Mannschaften beteiligt. In der Saison 2005/06 war er beim 1:1 zwischen dem FC Brügge und dem FC Bayern München im Einsatz. In der folgenden Saison war er Schiedsrichter bei der 1:3-Heimniederlage des Hamburger SV gegen den FC Porto. In der Saison 2007/08 pfiff er am 11. Dezember 2007 beim 3:0-Sieg von Olympiakos Piräus gegen Werder Bremen. Am 19. Februar 2008 war er im Hinspiel des Achtelfinals 2007/08 der 23. Mann beim 1:0-Sieg des FC Schalke 04 gegen den FC Porto in Gelsenkirchen.